# Cyrtolaus
Cyrtolaus is een geslacht van kevers uit de familie van de loopkevers (Carabidae). De wetenschappelijke naam van het geslacht is voor het eerst geldig gepubliceerd in 1882 door Bates.

## Soorten
Het geslacht Cyrtolaus omvat de volgende soorten:
- Cyrtolaus brevispina Whitehead & Ball, 1975
- Cyrtolaus furculifer Bates, 1882
- Cyrtolaus grumufer Whitehead & Ball, 1975
- Cyrtolaus lobipennis Bates, 1882
- Cyrtolaus newtoni Whitehead & Ball, 1975
- Cyrtolaus oaxacana Ball, 1991
- Cyrtolaus orizabae (Csiki, 1930)
- Cyrtolaus ricardo Whitehead & Ball, 1975
- Cyrtolaus spinicauda Bates, 1882
- Cyrtolaus subiridescens Whitehead & Ball, 1975
- Cyrtolaus whiteheadi Ball, 1991